# Crempsoulie
La Crempsoulie est un ruisseau français du département de la Dordogne, affluent de la Crempse et sous-affluent de l’Isle.

## Géographie
Elle prend sa source vers 180 mètres d'altitude, sur la commune de Saint-Jean-d'Estissac, un kilomètre et demi à l'est du bourg de Saint-Séverin-d'Estissac, près du lieu-dit Loumagne.
Elle rejoint la Crempse en rive droite, en limite des communes de Bourgnac et d'Issac, en aval de l'étang du Moulin blanc, un kilomètre à l’est du bourg de Bourgnac.
Longue de 9,9 km, elle n'a pas d'affluent répertorié.

## Communes et cantons traversés
À l'intérieur du département de la Dordogne, la Crempsoulie arrose cinq communes réparties sur trois cantons :
- Canton de Villamblard
  - Saint-Jean-d'Estissac (source)
  - Issac (confluence)
- Canton de Neuvic
  - Vallereuil
  - Saint-Séverin-d'Estissac
- Canton de Mussidan
  - Sourzac
  - Bourgnac (confluence)